# Alexis Creek
Alexis Creek est une communauté et réserve indienne canadienne de la Colombie-Britannique.